# Szczypiorniak i Kowaliki
Szczypiorniak i Kowaliki este o arie protejată (sit de importanță comunitară — SCI) din Polonia întinsă pe o suprafață de 28,54 ha, integral pe uscat.

## Localizare
Centrul sitului Szczypiorniak i Kowaliki este situat la coordonatele 51°57′35″N 19°37′48″E / 51.9596°N 19.6301°E.

## Înființare
Situl Szczypiorniak i Kowaliki a fost declarat sit de importanță comunitară în octombrie 2009 pentru a proteja 3 specii de animale.

## Biodiversitate
Situată în ecoregiunea continentală, aria protejată conține 2 habitate naturale: Mlaștini împădurite, Păduri aluvionare cu Alnus glutinosa și Fraxinus excelsior (Alno-Padion, Alnion incanae, Salicion albae).
La baza desemnării sitului se află mai multe specii protejate:
- amfibieni (2): buhai de baltă cu burta roșie (Bombina bombina), triton cu creastă (Triturus cristatus)
- mamifere (1): vidră de râu (Lutra lutra)